# منطقه حفاظت‌شده قالی‌کوه
منطقهٔ حفاظت‌شدهٔ قالی‌کوه یک منطقهٔ حفاظت‌شده با مساحت ۱۱۱۷۳۶ هکتار است که در استان لرستان در ایران قرار دارد. این منطقهٔ حفاظت‌شده طبق مصوبهٔ شمارهٔ ۸۰۲ در تاریخ ۹۹/۱۱/۰۶ در فهرست مناطق تحت حفاظت سازمان محیط زیست ایران قرار گرفت.